# 福-维勒塞夫
福-维勒塞夫（法語：Faux-Villecerf，法語發音：[fo vilsɛʁf]）是法国奥布省的一个市镇，属于塞纳河畔诺让区。

## 地理
福-维勒塞夫（48°20'4"N, 3°44'11"E）面积21.3 平方千米，位于法国大東部大區奥布省，该省份为法国中北部省份，北起马恩省，西接塞纳-马恩省，西南至约讷省，东南至科多尔省，东临上马恩省。
与福-维勒塞夫接壤的市镇（或旧市镇、城区）包括：迪耶雷圣皮埃尔、梅尼勒圣卢、普吕奈-贝尔维尔、圣吕皮安、维拉丹、艾克斯-维勒莫尔-帕利斯。

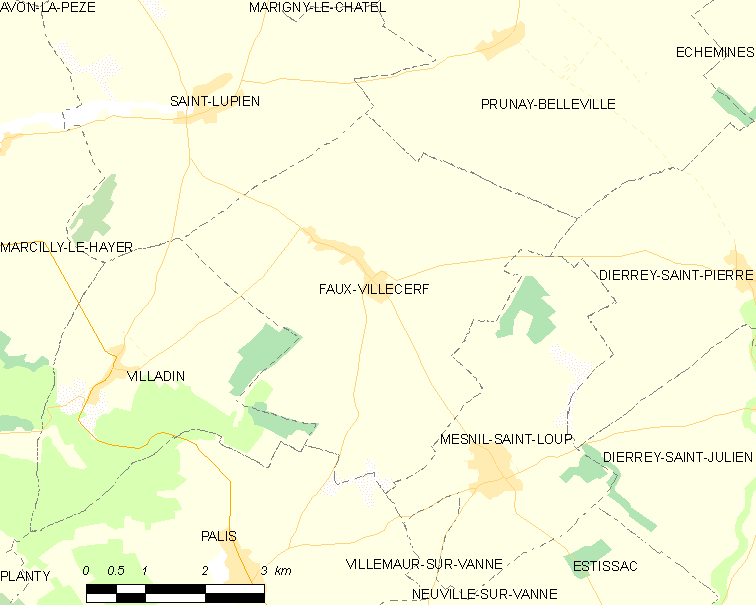
福-维勒塞夫的OSM定位图

福-维勒塞夫的时区为UTC+01:00、UTC+02:00（夏令时）。

## 行政
福-维勒塞夫的邮政编码为10290，INSEE市镇编码为10145。

## 政治
福-维勒塞夫所属的省级选区为圣利耶县。

## 人口

1962-2008年间福-维勒塞夫人口变化图示

福-维勒塞夫于2022年1月1日时的人口数量为215人。